# Union County, New Mexico
Union County är ett administrativt område i delstaten New Mexico, USA, med 4 549 invånare. Den administrativa huvudorten (county seat) är Clayton. 
Capulin Volcano nationalmonument ligger i countyt. 

## Geografi
Enligt United States Census Bureau så har countyt en total area på 3 831 km². 3 829 km² av den arean är land och 2 km²  är vatten. 

### Angränsande countyn
- Las Animas County, Colorado - nord
- Baca County, Colorado - nordöst
- Cimarron County, Oklahoma - öst
- Dallam County, Texas - öst
- Hartley County, Texas - sydöst
- Quay County, New Mexico - syd
- Harding County, New Mexico - syd
- Colfax County, New Mexico - väst